# Ираклије II (византијски цар)
Ираклона, (грч: Ηρακλωνας, рођ. 626. — умро после 641. године), познат и као Ираклије II, био је византијски цар од 11. фебруара до септембра 641. године.
Ираклона се родио у 626. године као пети син цара Ираклија и његове друге супруге Мартине. Цар је наиме оженио своју сестричину Мартину 613. године и склапање овог брака је сматрано неприхватљивим и родоскрвним у широким круговима царске породице, сената, византијске цркве, војске и нарочито код престоничке светине. Када је царски пар изгубио четворо прворођене деце, а како су два најстарија преостала сина, Флавије и Константин рођени са посебним потребама, јавност је ту чињеницу узела као потврду својих осуда. Ипак, Ираклије је поред сина из првог брака, Ираклија Новог Константина, одређеног за савладара још 613, оставио за собом још два сина способна да владају Ираклиону и Давида.
Ираклије је преминуо у престоници 11. фебруара 641. у тренутку када је неколико крупних питања спољне и унутрашње политике захтевало одлучне одговоре царске владе. Питање наслеђивања престола цар је покушао да одреди тестаментом који је његова удовица Мартина представила цариградском сенату. По Ираклијевој последњој вољи, Ираклије Нови Константин и Ираклона, званично Константин (III) и Ираклије (II), требало је да владају као савладари и да притом сложно поштују Мартину као царицу и мајку. Како су Ираклијеви синови били пунолетни по ондашњим схватањима, Мартина је као жена дисквалификована за положај трећег вршиоца царске власти, тако да су сенатори и други фактори спремно поздравили ступање на престо Константина и Ираклија.
До сложне владавине Ираклијевих синова ипак није дошло. Константин је практично био већ на самрти пошто је боловао највероватније од туберкулозе и покушао је да поделом новца обезбеди подршку војске за свог сина Констанса. Поред тога, царица Мартина је подржавала монотелитско учење које је у Цариграду било непопуларно и ослонила се на патријарха Пира. Константин је умро у мају 641. и у царству су се појавиле гласине да су га Мартина и Пир отровали.
Ираклона је сада проглашен за цара-самодршца (βασιλεος αυτοκρατορ) што је у погледу титулисања врховног владара био први случај у византијској историји. Влада је протерала неколико војсковођа оданих покојном Константину у тренутку када је одбрана Египта попустила под притиском муслиманских Арапа. Из Цариграда је у Египат враћен већ свргавани александријски патријарх Кир који је уговорио предају остатка царских територија у Египту освајачима. После овога ударца, којим је царство изгубило најбогатију провинцију истока, војсковођа Валентин Аршакуни је побунио малоазијску војску и одвео је у Халкедон, град на азијској обали Босфора. Ираклона је морао да посети окупљене војнике и да јавно усвоји и прогласи за свог савладара малог Констанса. Царица Мартина је ипак успела да извуче корист и за своје синове пошто је Давид проглашен за трћег цара владарског колегијума под именом Тиберије. Међутим, овакав компромис се показао само привременим. Нова побуна војске, изведена уз подршку сената, довела је у септембру 641. до свргавања Ираклионе, Давида-Тиберија и њихове омрзнуте мајке. Супротно званичном римском праву, Ираклиони је одсечен нос како би се убудуће сматрао неадекватном особом за престо. Мартини је одсечен језик, а Давиду-Тиберију језик, док је његов млађи брат Марин кастриран. Ираклона је мајком и братом послат у изгнанство на острво Родос где је, по речима јерменског хроничара Сава, убрзо погубљен.